# Pierre Laurent (football)
Pour les articles homonymes, voir Pierre Laurent et Laurent.
Pierre Laurent, né le 13 décembre 1970 à Tulle,  est un footballeur français évoluant au poste d'attaquant. 
Désormais, il gère un cabinet de gestion de patrimoine à Bordeaux.

## Biographie
Après sa carrière de footballeur, Pierre Laurent crée en 2004 la société Version Patrimoine, spécialisée dans le placement financier et l'investissement immobilier. 
Il était également agent de joueur possédant sous contrat les footballeurs Laurent Koscielny, Fabien Audard, Daniel Moreira et Nicolas Dieuze.

## Palmarès
SCB Bastia : 
- - Finaliste de la Coupe de la Ligue en 1995

- - Vainqueur de la Coupe Intertoto en 1998

- - Demi-finaliste de la Coupe de la Ligue en 2000

- - Finaliste de la Coupe de France en 2002

 RC Strasbourg :
- - Vice-champion de Division 2 en 2002

## Carrière
- 1990-1994 :  ESA Brive
- 1994-1997 :  SC Bastia
- 1997-1998 :  Leeds United
- 1998-2001 :  SC Bastia
- 2001-2003 :  RC Strasbourg[1]